# Maureen Desmailles
Maureen Desmailles est une romancière jeunesse française née à Amiens.

## Biographie

### Enfance et formation
Maureen Desmailles nait à Amiens.

### Carrière
Maureen Desmailles enseigne la théorie du cinéma et l’analyse filmique à l’université.
En 2024, elle remporte le prix Vendredi pour son roman La Chasse publié aux éditions Thierry Magnier. Le roman raconte l'histoire de Max, dix-sept ans, qui se sent invisible aux yeux des autres, jusqu'à sa rencontre charnelle avec ses nouveaux voisins, Ellie et son compagnon Cosme. Le genre de la voix narrative est volontairement non marqué. Le lecteur ne sait donc pas si Max est un garçon ou une fille. Le roman est publié dans la collection L'Ardeur, dont l'un des titres, Bien trop petit de Manu Causse, avait été interdit de vente aux mineurs. Un avertissement (« moins de 15 ans, certaines scènes explicites peuvent heurter la sensibilité des plus jeunes ») est indiqué sur la couverture pour en éviter la censure.
La candidate sort en 2024. Le roman raconte l'histoire d'Ophélie, orpheline élevée par sa tante dans le Nord de la France, qui fugue et devient danseuse dans une boîte de nuit au lieu d'aller au lycée. Elle aime les émissions de télé-réalité et va très vite découvrir l'envers du décors en devenant candidate à l'une d'entre elles. Elle rencontre en effet Massimo lors d'une soirée à Cannes et accepte de le rejoindre dans l'émission Les Princes dont il est la star.

## Publications
- La Chasse, Thierry Magnier, 2023
- La candidate, Thierry Magnier, 2024